# 加斯·布鲁克斯
加斯·布鲁克斯（英語：Garth Brooks，1962年2月7日—）是一位美国乡村音乐的创作型歌手。以他名字命名的第一张专辑在1989年发行后在美国乡村音乐专辑榜最高排名第2，在公告牌二百强专辑榜最高排名13。布鲁克斯把摇滚元素融入到他的专辑和现场表演中，这为他赢得了巨大声望。这种渐进的做法让他称霸全国单曲和专辑排行榜，从而融入主流流行音乐的舞台。2021年1月21日，布鲁克斯受邀在乔.拜登的美国总统就职典礼上演唱奇异恩典（Amazing Grace）。

## 简介
布鲁克斯打破了整个90年代的销售和演唱会的记录。截至2013年，他的唱片继续畅销，据Nielsen SoundScan统计，2013年5月他的专辑销量达到68,630,000张，根据美國唱片業協會（RIAA）的统计，布鲁克斯是专辑销量第二高的美国艺人，仅次于埃爾維斯·皮禮士利（总排名第三，排在披頭四樂隊和埃爾維斯·皮禮士利之后），在全美销量为1.34亿张。布鲁克斯还是全世界唱片最畅销的艺人之一，已售出1.9亿张唱片（专辑，单曲和视频）。
自1989年以来，布鲁克斯已经发行19张专辑，包括：10张录音室专辑，1张现场专辑，3张合辑，3张圣诞专辑和3张套装以及77首单曲。他在职业生涯中获得多个重要奖项，其中包括2次格莱美奖，17次全美音乐奖和美國唱片業協會本世纪美国最畅销个人专辑奖。葛斯·布魯克斯個人擁有9張鑽石唱片，是全美擁有最多此紀錄的藝人，這9張突破千萬銷售的唱片分別是：
- 1989年的同名专辑《Garth Brooks》1,000萬张
- 1990年的《No Fences》1,800萬张
- 1991年的《Ropin' The Wind》1,400萬张
- 1992年的《The Chase》1,000萬張
- 1993年的《In Pieces》1,000萬張
- 1994年的《The Hits》1,000萬张
- 1997年的《Sevens》1,000萬张
- 1998年的《Double Live》2,100萬张
- 2007年的《The Ultimate Hits》1,000萬張

由于事业与家庭之间的冲突困扰，布鲁克斯正式从2001年到2009年退出录音和现场演出。在此期间，他通过独家分销协议与沃尔玛卖出了数百万张专辑，并零星地推出新单曲。2005年，布鲁克斯开始了局部复出，并参加了几个表演和发行两张合辑。
2009年10月15日，加斯·布鲁克斯宣布复出。2009年12月，他开始了为期五年的在賭城大道安可拉斯維加斯酒店和赌场的演唱会。2014年他的合同结束。在2014年7月10日，他宣布签约索尼音乐纳什维尔，开始为即将到来的专辑，世界巡回演唱会和以数位形式发行他的音乐来确认计划。
2012年10月21日布鲁克斯入选鄉村音樂名人堂。

## 唱片
| 录音室专辑 - 1989: Garth Brooks - 1990: No Fences - 1991: Ropin' the Wind - 1992: The Chase - 1993: In Pieces - 1995: Fresh Horses - 1997: Sevens - 2001: Scarecrow - 2005: The Lost Sessions - 2014: Man Against Machine - 2016: Gunslinger - 2020: Fun - 2023: Time Traveler | 其他专辑/合辑 - 1994: The Garth Brooks Collection - 1994: The Hits - 1998: Double Live - 2007: The Ultimate Hits - 2013: Blame it All on My Roots: Five Decades of Influences |

## 延伸阅读
- Feiler, Bruce S., , HarperCollins, 1998, ISBN 978-0-380-97578-5
- McCall, Michael, , Bantam Books, 1991, ISBN 978-0-553-29823-9
- Mitchell, Rick, , Simon & Schuster, 1993, ISBN 978-0-671-79688-4
- Morris, Ed, , St. Martin's Press, 1993, ISBN 978-0-312-08788-3
- O'Meilia, Matt, , University of Oklahoma Press, 1997, ISBN 978-0-585-14880-9
- Sgammato, Jo, , Random House Publishing Group, 2000, ISBN 978-0-345-43950-5
- Smedley, Jenny, , O Books Publishing, 2006, ISBN 978-1-905047-83-3